# Marjorie Margolies-Mezvinsky

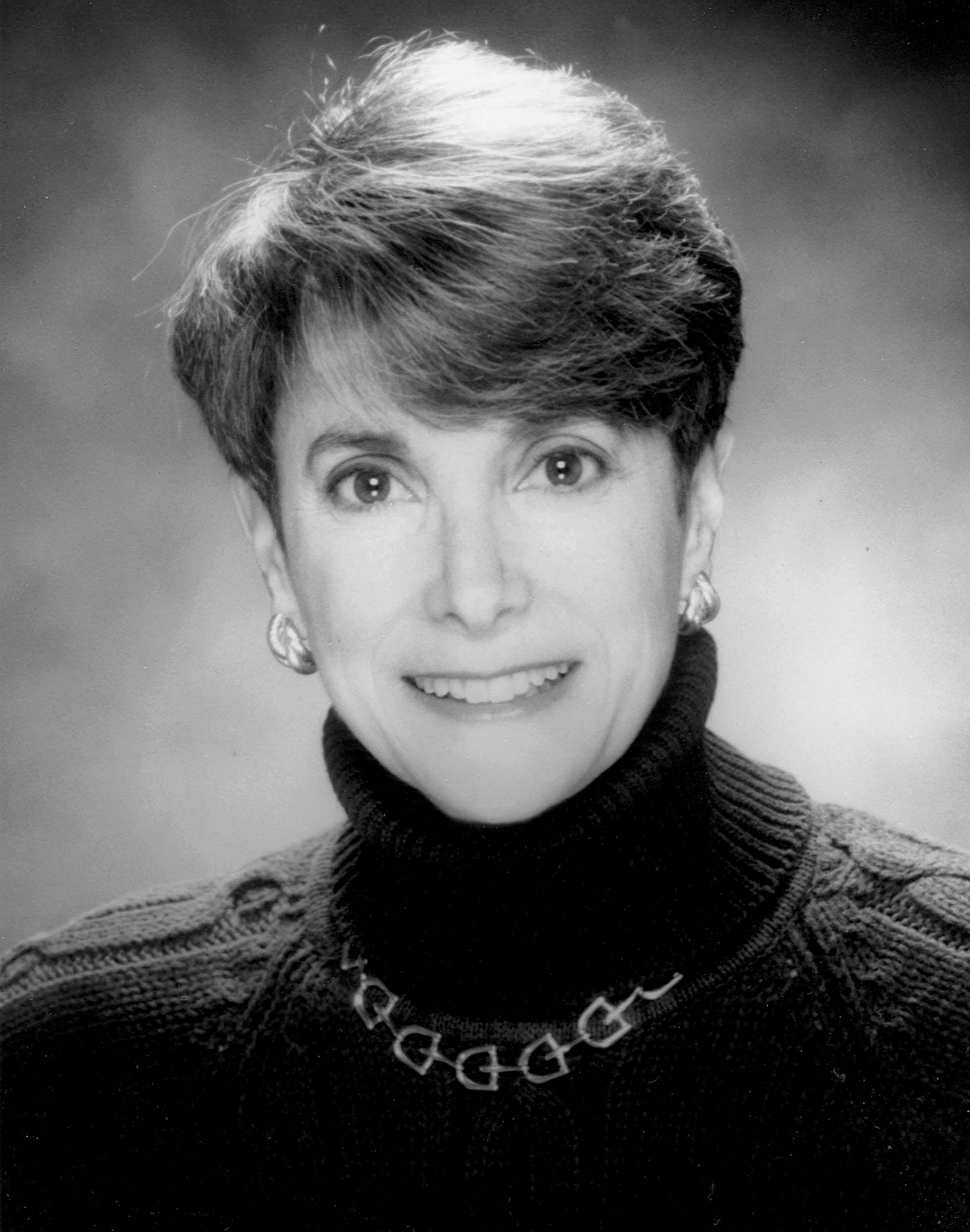
Marjorie Margolies-Mezvinsky

Marjorie Margolies-Mezvinsky (* 21. Juni 1942 in Philadelphia, Pennsylvania) ist eine US-amerikanische Professorin an der University of Pennsylvania, Frauenrechtlerin und ehemalige Politikerin. Als Mitglied der Demokratischen Partei vertrat sie ihren Heimatstaat Pennsylvania von 1993 bis 1995 als Abgeordnete im Repräsentantenhaus der Vereinigten Staaten.

## Karriere
Marjorie Margolies-Mezvinsky studierte an der University of Pennsylvania und machte dort 1963 ihren Abschluss. Danach arbeitete sie für 25 Jahre als Journalistin und wurde für ihre Tätigkeit mehrfach ausgezeichnet.
1992 kandidierte sie für einen Sitz im Repräsentantenhaus der Vereinigten Staaten für den 13. Wahlbezirk von Pennsylvania, der seit 1916 von Bewerbern der Republikanischen Partei gewonnen wurde. Nach einem knappen Sieg über Jon D. Fox zog sie in den Kongress ein. Margolies-Mezvinsky war nur für eine Amtszeit, von 1993 bis 1995, Abgeordnete, ihre Wiederwahl, bei der Fox erneut ihr Gegner war, scheiterte hauptsächlich an ihrer Zustimmung zu dem umstrittenen Budget-Plan des damaligen US-Präsidenten Bill Clinton. Sie wollte bei der Abstimmung zunächst gegen das Budget stimmen; da dies aber dann nicht verabschiedet werden konnte, änderte sie ihre Meinung und stimmte doch dafür. Durch ihre entscheidende Stimme erreichte der Präsident die erforderliche Mehrheit für das Budget.

„Schließlich trat Marjorie Margolies-Mezvinsky vor, stimmte mit Ja und sicherte uns den Sieg mit einer Stimme Vorsprung. Die Demokraten bejubelten sie für ihren Mut, die Republikaner verspotteten sie. Sie winkten ihr zu und sangen ‚Goodbye, Margie‘ (...da sicher war, dass sie die Wiederwahl in ihrem Distrikt damit verlieren würde. – Sie gehörte zu den wenigen Demokraten, die einen Distrikt vertraten, in dem die Wähler von den Steuererhöhungen im Budget mehr betroffen sein würden als von den darin enthaltenen Steuersenkungen. Sie hatte im Wahlkampf versprochen, nicht für Steuererhöhungen zu stimmen).“

Nach dem Ausscheiden aus der Politik widmete sich Marjorie Margolies-Mezvinsky wieder der Frauenrechtsbewegung, so ist sie z. B. eine der Gründerinnen der Organisation Women’s Campaign International und nahm für die USA an der UN-Weltfrauenkonferenz teil. Weiterhin ist sie als Professorin am Fels Institute of Government an der University of Pennsylvania tätig.

## Privates
Sie war von 1975 bis 2007 mit Edward Mezvinsky verheiratet. Sie zogen elf Kinder groß (vier Kinder aus erster Ehe ihres Ehemannes, zwei von ihr zuvor adoptierte, zwei gemeinsame Söhne sowie drei gemeinsam adoptierte Kinder). Ihr Sohn Marc Mezvinsky ist mit Chelsea Clinton, der Tochter von Bill Clinton und seiner Frau, der ehemaligen US-Außenministerin Hillary Clinton verheiratet.